# Juliana Pasha
Juliana Pasha (Tirana, 20. svibnja 1980.) je albanska pjevačica i glumica. Pasha je predstavljala Albaniju na natjecanju Pjesme Eurovizije 2010. u Oslu pjesmom It's All About You. U finalu je završila na 16. mjestu od ukupno 25 najecatelja. Na premijernom izdanju X Factora Albanije u siječnju 2012., postala je članicom žirija. 
 U drugoj sezoni, Pasha nije bila u žiriju.

## Karijera
Karijeru je započela u dobi od 18 godina sudjelovanjem na glazbenom festivalu Festivali i Këngës 1998. s pjesmom "Në këngën time u çlodha". Sljedeće godine, ponovno je sudjelovala na spomenutom festivalu s pjesmom "Degjoi zërat e larget". Na istom natjecanju sudjelovala je 2000. i 2002. godine. Godine 2000. dobila je Nagradu Vaçe Zela nagradu za najbolju mladu pjevačicu. Pasha je također sudjelovala u jednom od najvećih glazbenih festivala u Albaniji, Kënga Magjike. Tamo je nastupala ukupno tri puta: 2003. sudjelovala je s pjesmom "Te humbas Ne ëndërr", 2005. s pjesmom "Ti unë" i 2008. s pjesmom "Një mijë arsye". Na festivalu "Zlatni mikrofon" pojavljivala se tri puta: 2002., 2003. i 2005. Na kazališnim daskama pojavila se 2007. godine u ulozi "Dado" u Romeu i Juliji.

## Privatni život
Juliana Pasha je počela pjevati već sa šest godina. Diplomirala je srednju školu Qemal Stafa u Tirani, a nakon srednje škole diplomirala na Glazbenoj akademiji, muzikologiju. Juliana Pasha je u braku s mužem Altinom. 
Pasha je izjavila da će izdati kršćanski CD na albanskom i engleskom nedugo nakon što je sudjelovala u Euroviziji. Album je trebao biti objavljen u listopadu 2010. godine, ali zbog njezina sudjelovanja na festivalu Kënga Magjike 12 i glazbenom programu "Me & You", album je odgođen na neko vrijeme. Kada su je mediji tijekom Eurovizije 2010. upitali joj koliko joj znači vjera, odgovorila da je joj je vrlo važna i da je ponosna što je kršćanka jer vjeruje u Boga i smatra da ne bi prošla na Pjesmu Eurovizije bez Božje pomoći.
2014. je otvorila riblji restoran Të Stela u glavnom gradu Albanije, Tirani.

## Diskografija
- Dëgjoji zërat e largët
- Diamant
- Falje
- Flas me natën
- Hodha një lule në ferrë
- It's All About You
- Je madhështorë
- Lavdi perëndisë
- Lumi i dashurisë
- Më beso
- Milje larg
- Natën vonë
- Në këngën time u çlodha
- Nënave Shqipëtare
- Nga jeta morën jetë
- Një jetë
- Një mijë arsye
- Një qiell i ri
- Nuk e fshehim dashurinë
- Qëngji është i denjë
- Rrjedh në nëngë e ligjërime
- Sa e shitë zemrën
- Të humbas në ëndërr
- Ti unë